# 阿底提拿门

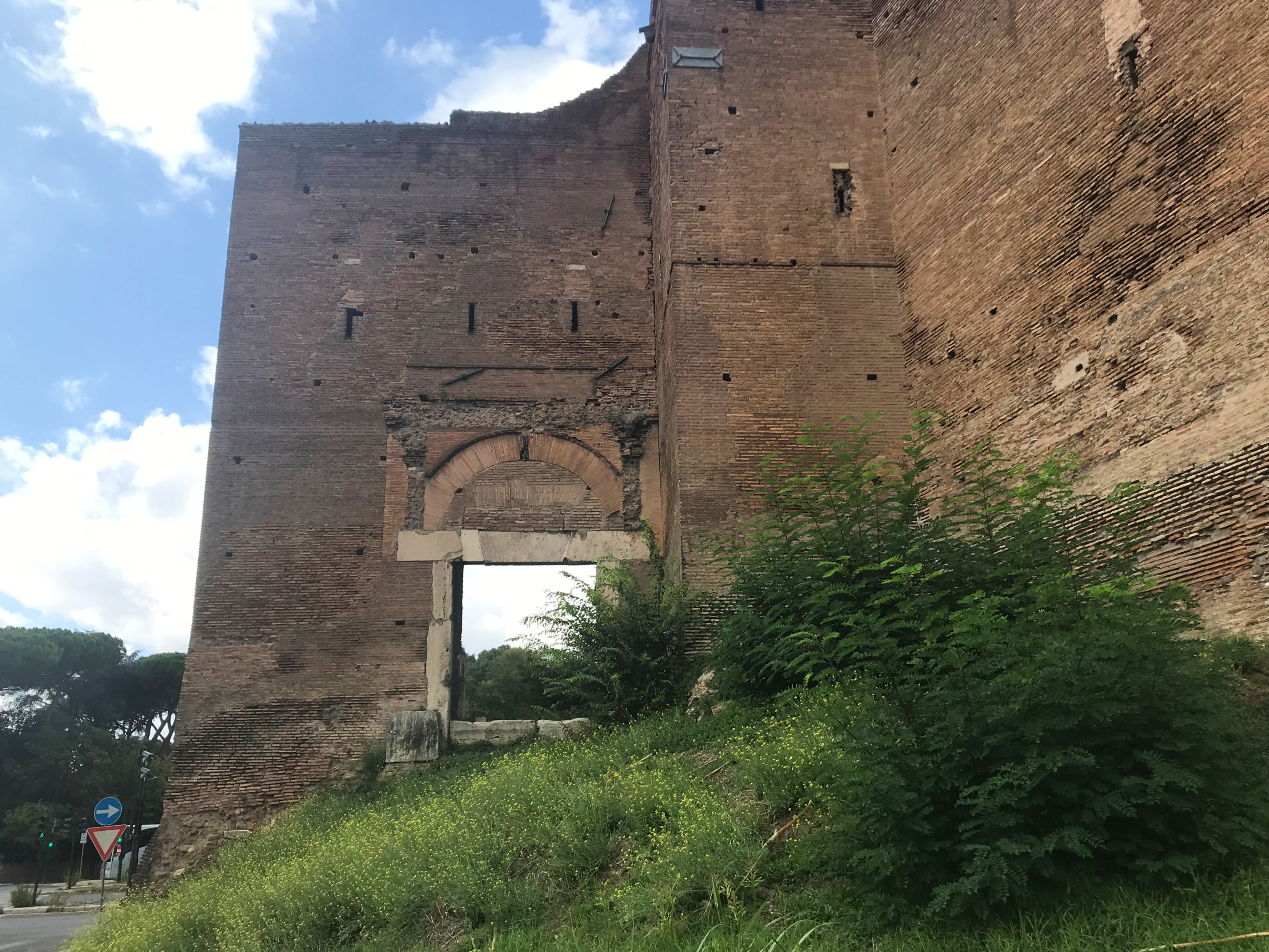
阿底提拿门

阿底提拿门（Porta Ardeatina）是意大利罗马奥勒良城墙的城门之一。
它位于圣塞巴斯弟盎门和圣保禄门之间的中间位置，靠近现代的哥伦布大街。
阿底提拿门可能很早就被关闭（从8世纪开始不再见于记载）；但仍可见到城门内外古罗马时期留下的道路及其车辙印迹。